# DX Андромеды
DX Андромеды (лат. DX Andromedae) — карликовая новая, двойная катаклизмическая переменная звезда типа SS Лебедя в созвездии Андромеды на расстоянии приблизительно 1950 световых лет (около 599 парсеков) от Солнца. Видимая звёздная величина звезды — от +15,5m до +11m. Орбитальный период — около 0,4417 суток (10,6 часов).

## Характеристики
Первый компонент — аккрецирующий белый карлик спектрального класса pec(UG). Масса — около 0,8 солнечной, радиус — около 0,01 солнечного. Эффективная температура — около 25000 К.
Второй компонент — оранжевый карлик спектрального класса K0V или K1V. Масса — около 0,54 солнечной, радиус — около 0,91 солнечного, светимость — около 0,384 солнечной. Эффективная температура — около 5000 К.